# Кал (Півка)
Кал (словен. Kal) — поселення в общині Півка, Регіон Нотрансько-крашка, Словенія. Висота над рівнем моря: 479,7 м.